# Kanazawa

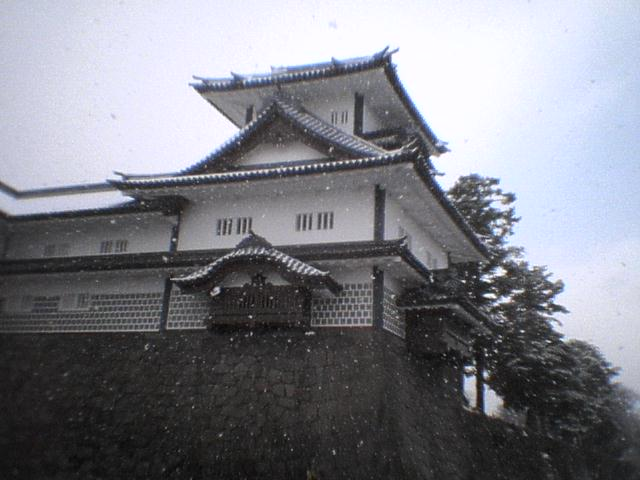
Sníh na Kanazawském hradě

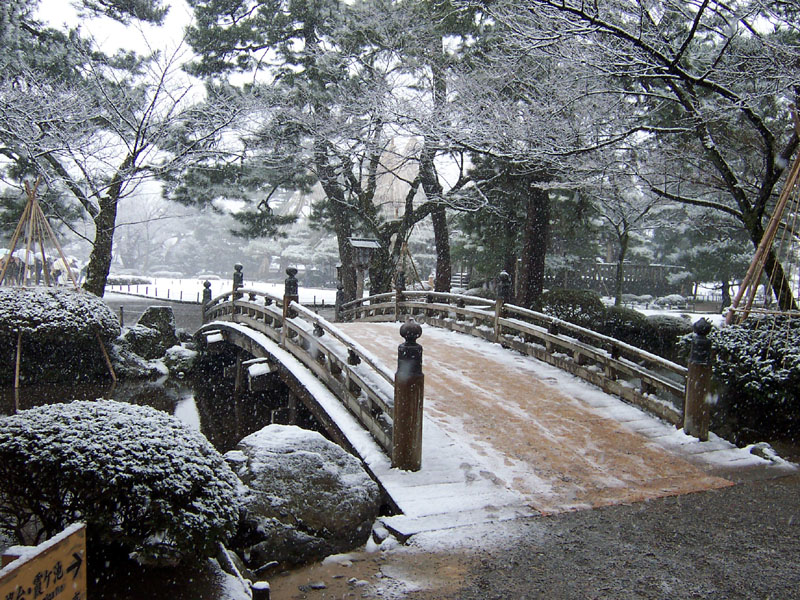
Most v zahradě Kenroku-en (兼六園)

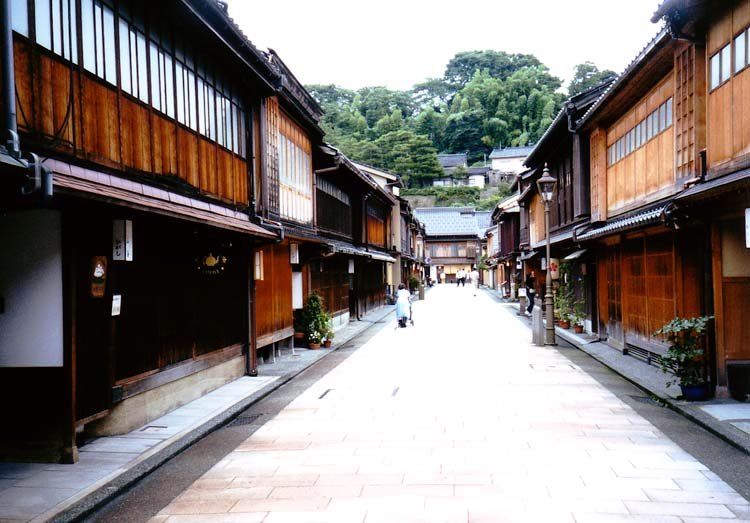
Východní zábavní čtvrť

Kanazawa (金沢市; Kanazawa-ši) je hlavní město prefektury Išikawa v Japonsku.
Podle odhadu z roku 2003 ve městě žilo 456 627 obyvatel a hustota osídlení byla 976,18 ob./km². Celková rozloha města je 467,77 km².

## Historie
Moderní město Kanazawa bylo založeno 1. dubna 1889.
Kanazawa bylo jedním z mála velkých japonských měst, které bylo ušetřeno paličských náletů amerického letectva během druhé světové války. Díky tomu se v Kanazawě uchovalo mnoho architektonických památek.

## Pamětihodnosti
Zahrada Kenroku-en (兼六園) je zcela jistě nejslavnější pamětihodností v Kanazawě. Původně byla založena jako vnější zahrada Kanazawského hradu. Pro veřejnost byla otevřena v roce 1875. Je považována za jednu ze „Tří nejkrásnějších zahrad Japonska“.
U zahrady Kenroku-en leží Kanazawský hrad. Původní hrad byl sice zcela zničen požárem v roce 1881, ale v roce 2001 byl znovu postaven tradičními metodami do podoby z roku 1809.
Ve Východní zábavní čtvrti z 19. století se dochovalo několik domů pro gejši v původní podobě.

## Rodáci
- Hikaru Kitagawaová (* 1997) – fotbalistka

## Partnerská města
- Buffalo, USA (od 18. prosince 1962)
- Porto Alegre, Brazílie (20. března 1967)
- Irkutsk, Rusko (20. března 1967)
- Gent, Belgie (4. října 1971)
- Nancy, Francie (12. října 1973)
- Su-čou, Čína (13. června 1981)
- Chondžu, Jižní Korea (30. dubna 2002)
- Aberdeen, USA